# 植村東彦
植村 東彦（うえむら はるひこ、1881年（明治14年）4月25日 - 1964年（昭和39年）5月18日）は、日本の陸軍軍人。最終階級は陸軍中将。

## 経歴
茨城県出身。植村茂の長男として生れる。1899年（明治32年）7月、学習院中等科を首席で卒業し、1901年（明治34年）11月、陸軍士官学校（13期）を卒業。翌年6月、砲兵少尉に任官し近衛野砲兵連隊付となる。1907年（明治40年）12月、陸軍砲工学校高等科を卒業。さらに1908年（明治41年）9月、陸軍派遣学生として東京帝国大学に入学し、1911年（明治44年）7月、同大工科大学応用化学科を卒業し東京砲兵工廠付となった。
1916年（大正5年）5月から翌年1月まで欧米に出張。1920年（大正9年）8月、砲兵中佐に昇進し東京砲兵工廠砲具製造所長に就任。1924年（大正13年）2月、砲兵大佐に進級し、同年5月、東京精器製造所長に発令。同年8月、陸軍省兵器局工政課長に転じた。1926年（大正15年）10月、陸軍技術本部員となり欧米に出張。技術本部付を経て、1928年（昭和3年）3月、兵器局銃砲課長に就任した。
1929年（昭和4年）8月、陸軍少将に進級し技術本部第1部長となる。1930年（昭和5年）5月、兵器局長に就任。1933年（昭和8年）8月、陸軍中将に進んだ。1934年（昭和9年）8月、陸軍造兵廠長官に発令された。しかし、1936年（昭和11年）4月、造兵廠首席陸軍技師（勅任官）西村文雄と共に兵器納入業者から賄賂を受け取ったとして逮捕され待命となり、同年7月、予備役に編入された。
その後、東京衛戍刑務所に収容され、1937年（昭和12年）2月9日、第一師団司令部内の陸軍高等軍法会議法廷で公判が開始。
同年4月、懲役2年6ヶ月、罰金43,070円の判決を受けた。これにより従四位を失位、勲一等及び明治三十七八年従軍記章、大正三年乃至九年戦役従軍記章、大正三四年（大正三年乃至九年戦役）従軍記章、昭和六年乃至九年事変従軍記章戦捷記章、大礼記念章（大正/昭和）を褫奪された。
1947年（昭和22年）11月28日、公職追放仮指定を受けた。

## 親族
- 妻 植村キヨシ（代議士臼井哲夫の娘）[1]